# Maria Magdalenakerk (Boedapest)

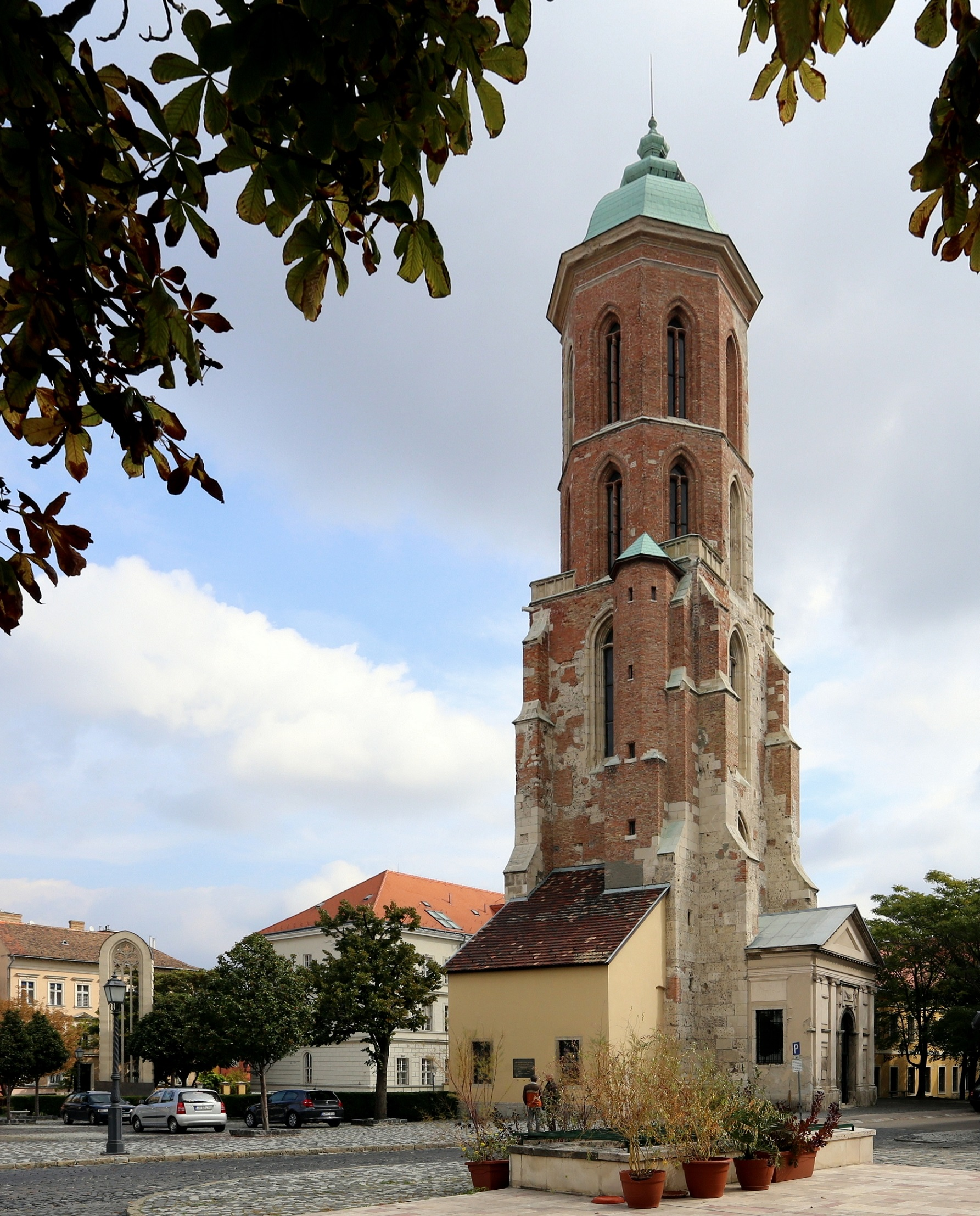
De Maria Magdalenakerk in Boedapest

De Maria Magdalenakerk in Boedapest is een kerkruïne uit 1274, waarvan de toren er nog staat. Deze kerk stond in de Burcht van Boeda. Dit was in de middeleeuwen de kerk waar de Hongaren uit Boeda naar de kerk gingen; de Duitsers gingen naar de Matthiaskerk. Toen Boeda in de 16e eeuw werd veroverd door de Turken, werd de kerk in 1541 verbouwd tot moskee.
Toen Boeda in 1686 werd terugveroverd op de Turken door de Oostenrijkers onder leiding van prins Eugenius van Savoye, werd de kerk daarbij beschadigd. De franciscanen kregen het gebouw toegewezen. Zij herbouwden de kerk in de barokke stijl. De kerk werd heropend en gewijd in 1698.
Tijdens de verovering van Boedapest door het Rode Leger in 1945 werd de kerk opnieuw erg beschadigd en sindsdien is het een ruïne, op de toren na, want deze is herbouwd.